# Барчук, Анастасия Викторовна
Анастасия Викторовна Барчук (род. 9 февраля 1996 года, Киев) — российская волейболистка, центральная блокирующая «Заречья-Одинцово».

## Спортивная биография
Анастасия Барчук начинала заниматься волейболом в Киеве, а после переезда в Москву тренировалась в СДЮСШОР № 65 «Ника» у Алексея Георгиевича Дивы. В июле 2011 года в составе сборной Москвы под руководством Юрия Щуплова стала победительницей V летней Спартакиады учащихся России в «Волей Граде».
В 2012 году была вызвана Светланой Сафроновой в молодёжную сборную России и в августе приняла участие на чемпионате Европы в Анкаре. В ноябре 2013 года в молодёжной команде нового созыва, руководимой Петром Кобриным, Анастасия выиграла серебряную медаль на чемпионате Восточноевропейской зональной ассоциации в польском Кросно и была признана лучшей блокирующей, а в августе 2014-го завоевала аналогичный приз на молодёжном первенстве Европы в Тарту и Тампере.
До 2014 года Анастасия Барчук выступала за команду СДЮСШОР «Ника» в высшей лиге «Б», а в сезоне-2013/14 также играла за молодёжный состав московского «Динамо» в двух турах предварительного этапа первенства Молодёжной лиги. 17 ноября 2014 года дебютировала в Суперлиге за подмосковное «Заречье-Одинцово».
В мае 2015 года в составе молодёжной национальной команды успешно выступила на отборочном турнире чемпионата мира и тем же летом присоединилась к студенческой сборной России, с которой завоевала золото на Универсиаде в Кванджу.
В декабре 2016 года карьера Анастасии Барчук прервалась из-за травмы колена.

## Личная жизнь
Анастасия Барчук является студенткой Московской государственной академии физической культуры.